# ギロチン・ドロップ

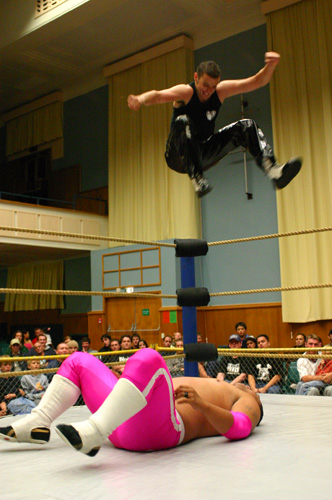
ジョニー・ジュースによるダイビング・ギロチン・ドロップ。

ギロチン・ドロップ（Guillotine Drop）は、プロレス技の一種である。レッグ・ドロップ（Leg Drop）とも呼ばれている。日本名は脚（足）落とし（あしおとし）。

## 概要
仰向けに倒れている相手に向かってジャンプして空中で両足を水平に突き出して尻餅をつくと同時に、仰向けに倒れている相手の喉に片足を叩きつける。
日本では1971年11月19日、日本プロレスの後楽園ホール大会メインイベントにおけるジャイアント馬場&大木金太郎&グレート小鹿対ブルーノ・サンマルチノ&ディック・マードック&リップ・タイラーの6人タッグマッチにおいて、タイラーが大木を相手に初公開した。この時は「レッグ・ドロップ」と呼称されて、それが通り名となったが、この技を同じく得意とするギル・ヘイズが1975年6月に国際プロレスに来日してからは「ギロチン・ドロップ」の名称が日本では一般的となった。
フィニッシュ・ホールドとしても、繋ぎ技としても、古くから多くのレスラーに使用されている。著名な使い手の1人がハルク・ホーガンであり、アメリカではフィニッシュ・ムーブとしていた。日本人選手では馬場も使用しており、アントニオ猪木も1977年8月2日、新日本プロレスの日本武道館大会で行われたザ・モンスターマンとの異種格闘技戦において、この技で勝利を収めた。また、全日本プロレス時代の高山善廣も好んで用いていた。女子レスラーではブル中野が使い手として知られている。

## 主な使用者
- リップ・タイラー
- スタン・フレイジャー
- アーニー・ラッド
- ギル・ヘイズ
- ジョー・ルダック
- キラー・ブルックス
- アレックス・スミルノフ
- ブルーザー・ブロディ
- ハルク・ホーガン
- ジ・アンダーテイカー
- ヨコズナ
- サブゥー
- ヴィセラ
- ファンダンゴ
- ジャイアント馬場
- アントニオ猪木
- キラー・カーン
- 高山善廣
- ブル中野

## 派生技

### ランニング・ギロチン・ドロップ
助走して仰向けに倒れている相手の喉に片足を叩きつける。
主な使用者はハルク・ホーガン。

### ダイビング・ギロチン・ドロップ
コーナーポスト最上段からジャンプして仰向けに倒れている相手の喉に片足を叩きつける。
主な使用者はボビー・イートン（アラバマ・ジャムの名称で使用）、ブラック・バート（テキサス・トラッシュ・コンパクターの名称で使用）、サブゥー（テーブルの上に寝かせて仕掛けることもあった）、石川孝志、小橋建太、モハメド・ヨネ、TARU（TARUギロチンの名称で使用）、グンソ。
ブル中野は1990年11月14日に全日本女子プロレス横浜文化体育館大会で行われた金網デスマッチのアジャコング戦では4メートルの金網最上段から、この技を仕掛けてアジャをKOして、そのまま金網からエスケープ（脱出）して勝利を収めた。

### ローリング・ギロチン・ドロップ
前方1回転して仰向けに倒れている相手の喉に片足を叩きつける。
主な使用者はスコーピオ、ブル中野。
応用技としてブッカーTはコーナーポスト最上段からジャンプして空中で前方1前転して仰向けに倒れている相手の喉に片足を叩きつけるダイビング式を使用（ヒューストン・ハング・オーバーまたはハーレム・ハング・オーバーの名称で使用）。
派生技としてスコーピオはコーナーポスト最上段からジャンプして空中で前方360度回転して仰向けに倒れている相手の喉に片足を叩きつけるのをドロップ・ザ・ボムの名称で使用。

### 雪崩式ギロチン・ドロップ
コーナーポスト最上段にいる相手に飛びつき、相手の首に脚を引っ掛けながら同体で落下した後に頭部を叩きつけつつ脚でギロチン・ドロップのダメージを与える。
主な使用者はデビル雅美、春山香代子。

### 断崖式ギロチン・ドロップ
仰向けに倒れている相手の頭をリング外に出してエプロンから相手の喉に片足を叩きつける。
主な使用者はジ・アンダーテイカー。

### 延髄式ギロチン・ドロップ
前屈になっている相手の延髄に片足を叩きつける。
主な使用者はジョニー・エース、小橋健太。
応用技として小橋はコーナーポスト最上段からジャンプして四つんばいになっている相手の延髄に片足を叩きつけるダイビング式を使用。小橋は初めて三冠ヘビー級王座を奪取した時に、この技を繰り出して勝利を収めた。

### ホグロック
ビッグ・ショーのオリジナル技。片足を喉元に置いて叩きつけるファイナル・カット。

### ブーン・ドロップ
コフィ・キングストンのオリジナル技。「ブーン、ブーン」と見得を切ってから仰向けに倒れている相手の腹部に両足を叩きつける。

### ぽむ・ど・じゃすてぃす
原宿ぽむのオリジナル技。四つん這いになった状態の相手を踏み台にしてジャンプし、延髄に落とすギロチン・ドロップ。